# Judas Iskariot

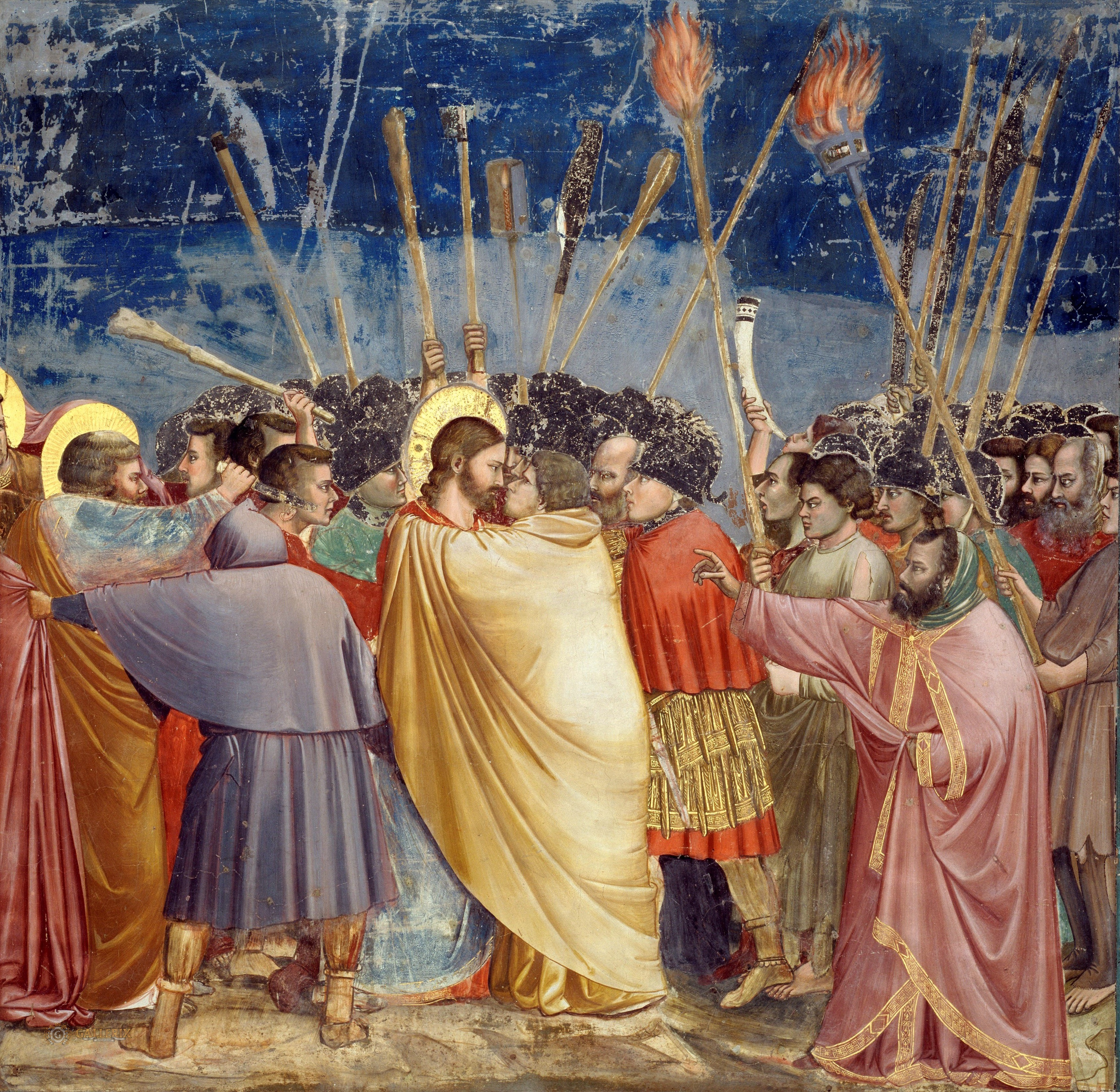
Der Judaskuss, Fresko von Giotto di Bondone in der Cappella degli Scrovegni

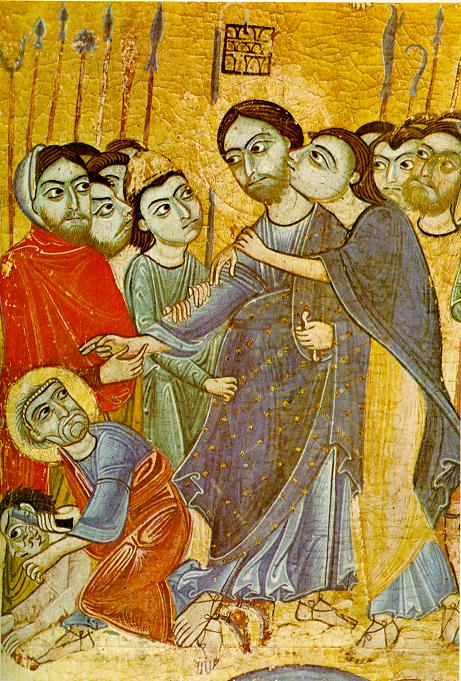
Der Judaskuss (unbekannter Künstler, 12. Jh., Uffizien)

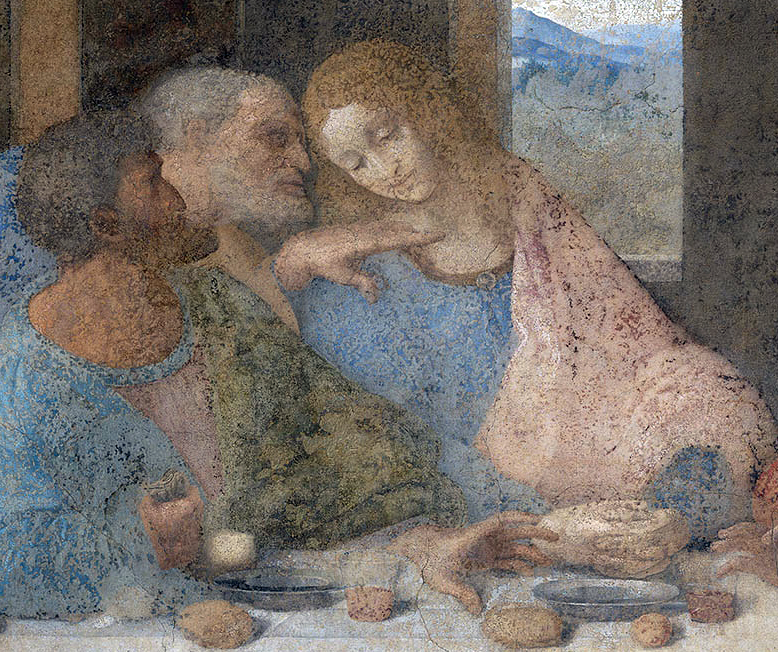
Judas (links) mit dem Geldsäckchen in der Hand – Detail aus dem Wandgemälde Das Abendmahl von Leonardo da Vinci

Judas Iskariot (auch Iskarioth oder Iskariotes; altgriechisch Ἰούδας Ἰσκαριώθ Iúdas Iskariṓth oder Ἰσκαριώτης Iskariṓtēs; im evangelischen Bereich meist Judas Ischariot) erscheint im Neuen Testament (NT) als einer der zwölf Jünger des Jesus von Nazaret, die als Apostel (zur Verkündigung Gesandte) berufen wurden. Nach allen vier Evangelien ermöglichte er Jesu Festnahme in Jerusalem im Garten Getsemani durch Kräfte der Tempelpolizei mit der Folge, dass dieser anschließend an die Römer ausgeliefert und gekreuzigt wurde. Judas galt den Urchristen daher als derjenige, der Jesus „überliefert“ (griechisch παραδίδωμι, paradídōmi) hat. Lukas (6,16) nennt ihn προδότης (Verräter).

## Neutestamentliche Überlieferung

### Name
Der Name Judas ist die damals verbreitete griechische Form des hebräischen Vornamens Jehuda (hebräisch יְהוּדָה), der im Tanach auf einen Stammvater der zwölf Stämme Israels zurückgeführt wird. Diesen Namen trug nach dem NT unter anderen auch der Apostel Judas Thaddäus. Auch unter den sogenannten Geschwistern Jesu findet sich ein Judas.
Der Beiname wird meistens als Herkunftsangabe Isch Qerijot (Mann aus Kerijot) gedeutet. Das hebräische Wort qerijot hat auch die Bedeutung Begegnungen. In Jos 15,25  ist eine Ortschaft in Judäa mit diesem Namen aufgelistet: „Kerijot-Hezron – das ist Hazor“. Dies ist allerdings die einzige Belegstelle, und dass er noch in neutestamentlicher Zeit existiert hat, ist anderweitig nicht belegt. Diese Deutung vertrat bereits Johannes Chrysostomos und auch Hieronymus nennt diese Interpretationsmöglichkeit. Sollte diese Deutung zutreffen, könnte Judas der einzige Judäer unter den zwölf Jüngern gewesen sein, die nach den NT-Berichten sonst alle aus Galiläa stammten. Anhaltspunkte dafür, dass Judas gesondert erst in Judäa berufen wurde, fehlen allerdings.
Eine andere Theorie nimmt an, dass der Beiname auf eine Mitgliedschaft bei einer Gruppe von Zeloten hinweist, die als Sikarier („Dolchträger“ im Sinne von „Meuchelmörder“) bezeichnet wurden, weil sie nach der Art eines Guerillakampfes Attentate auf Römer oder deren „Kollaborateure“ verübten.

### Synoptische Evangelien
Während sich in den Paulusbriefen und anderen Episteln kein Hinweis auf Judas findet, führen ihn alle Evangelien als Apostel ein und stellen seine Rolle in Jesu Passion heraus. Sein Name erscheint bei den Synoptikern (Markus, Matthäus, Lukas) erstmals jeweils in den Jüngerlisten, die die zwölf erstberufenen Jünger Jesu aufzählen. In Mk 3,19 , dem Mt 10,4  fast wörtlich folgt, wird nur beim Namen Judas sofort auf dessen künftige Rolle in der Passionsgeschichte Jesu hingewiesen: …der ihn dann verraten hat.
Dieses Tun wird durchgängig mit dem griechischen Verb paradídōmi benannt, was allgemein „übergeben, ausliefern, aushändigen, hingeben“ bedeutet. Nur das Lukasevangelium verwendet davon abweichend an einer Stelle den Begriff prodotes, „Verräter“ (Lk 6,16 ). Das besonders in der Prozesssprache verankerte Wort para-dídōmi umfasst das Bedeutungsspektrum zwischen dem „Überliefern“ einer Sache (auch von Lehren), dem „Ausliefern“ von Personen an Gericht und Strafverfolgung bis hin zur „Preisgabe“ an die Feinde. Moderne Bibelübersetzungen, wie die Einheitsübersetzung und die 1984 revidierte Lutherbibel, übersetzen den Ausdruck an den Stellen, die das Handeln Judas’ erwähnen, meist mit „ausliefern“ oder „verraten“, die Elberfelder Bibel mit „überliefern“. Dabei geht es im jeweiligen Kontext um Jesu Übergabe an seine Richter, Feinde oder zur Hinrichtung. Die Evangelien stellen Judas also nicht als bloßen Vermittler einer unabhängig von ihm vollzogenen Tötungsprozedur, sondern als aktiven Initiator der Passionsgeschichte dar. Deshalb heben sie sein zukünftiges Handeln schon bei seiner Berufung hervor. Die Bezeichnung Verräter bürgerte sich im deutschen Sprachraum durch Luthers Übersetzung ein (Mk 3,19 ).
Nach der Jüngerberufung gehört Judas bei den Synoptikern jedoch ganz selbstverständlich zu denen, die Jesus als „Brüder“ anspricht (Mk 3,34 ) mit der Begründung: Alle, die Gottes Willen ausführten, seien seine nächsten Verwandten. Auch in der Aussendungsrede gehört Judas zu den Jüngern, von denen es heißt (Mk 6,13 ):

„Sie trieben viele Dämonen aus und salbten viele Kranke mit Öl und heilten sie.“

Judas wird auch in der weiteren Darstellung nirgends als einer der Jünger hervorgehoben, die Zweifel äußerten oder Fragen an Jesu Sendung stellten.
Erst nachdem vom Tötungsplan der Tempelpriester und Schriftlehrer (Mk 14,1f. ), also der im Sanhedrin vertretenen jüdischen Führungsgruppen, berichtet wurde, wird Judas als derjenige genannt, der Jesus an diese verraten habe, wofür sie ihm Geld versprochen hätten (Mk 14,10f. ). Das Matthäusevangelium führt diese Notiz weiter aus. Nach Mt 26,15  soll Judas unmittelbar nach Jesu Salbung in Bethanien die Hohenpriester aufgesucht und von sich aus um Lohn für seinen Verrat ersucht haben: Was wollt ihr mir geben, wenn ich euch Jesus ausliefere? Und sie zahlten ihm dreißig Silberstücke. Daraufhin habe er eine Gelegenheit für den Verrat gesucht.
Das Lukasevangelium gibt dagegen als Grund für Judas’ Handeln an, dass der Satan von ihm Besitz ergriffen habe (Lk 22,3 ). Wie bei Markus bieten auch bei Lukas die Hohenpriester Judas eine Bezahlung für die Dienste an, ohne dass er danach verlangt hätte.
Im Bericht vom letzten Mahl (Mk 14,12–26 ) kündigt Jesus, ohne Judas beim Namen zu nennen, selbst an, dass einer seiner Tischgäste den Verrat oder die Auslieferung begehen werde. Er weist dabei in Gegenwart aller Jünger auf Gottes Vorherbestimmung seines Weges hin, wie auch auf den Weg des Verräters:

„Der Menschensohn muss zwar seinen Weg gehen, wie die Schrift über ihn sagt. Doch weh dem Menschen, durch den der Menschensohn verraten wird. Für ihn wäre es besser, wenn er nie geboren wäre.“

Danach führte Judas nach allen Evangelien die jüdische Tempelwache zu Jesu Aufenthaltsort im Garten Getsemani und identifizierte ihn, den drei Synoptikern zufolge, durch einen Kuss. Ob auch römische Soldaten an der Verhaftung beteiligt waren, wie einigen Auslegern zufolge die deutlich abweichende Schilderung der Gefangennahme bei Johannes (Kapitel 18) nahelegt, ist unklar.

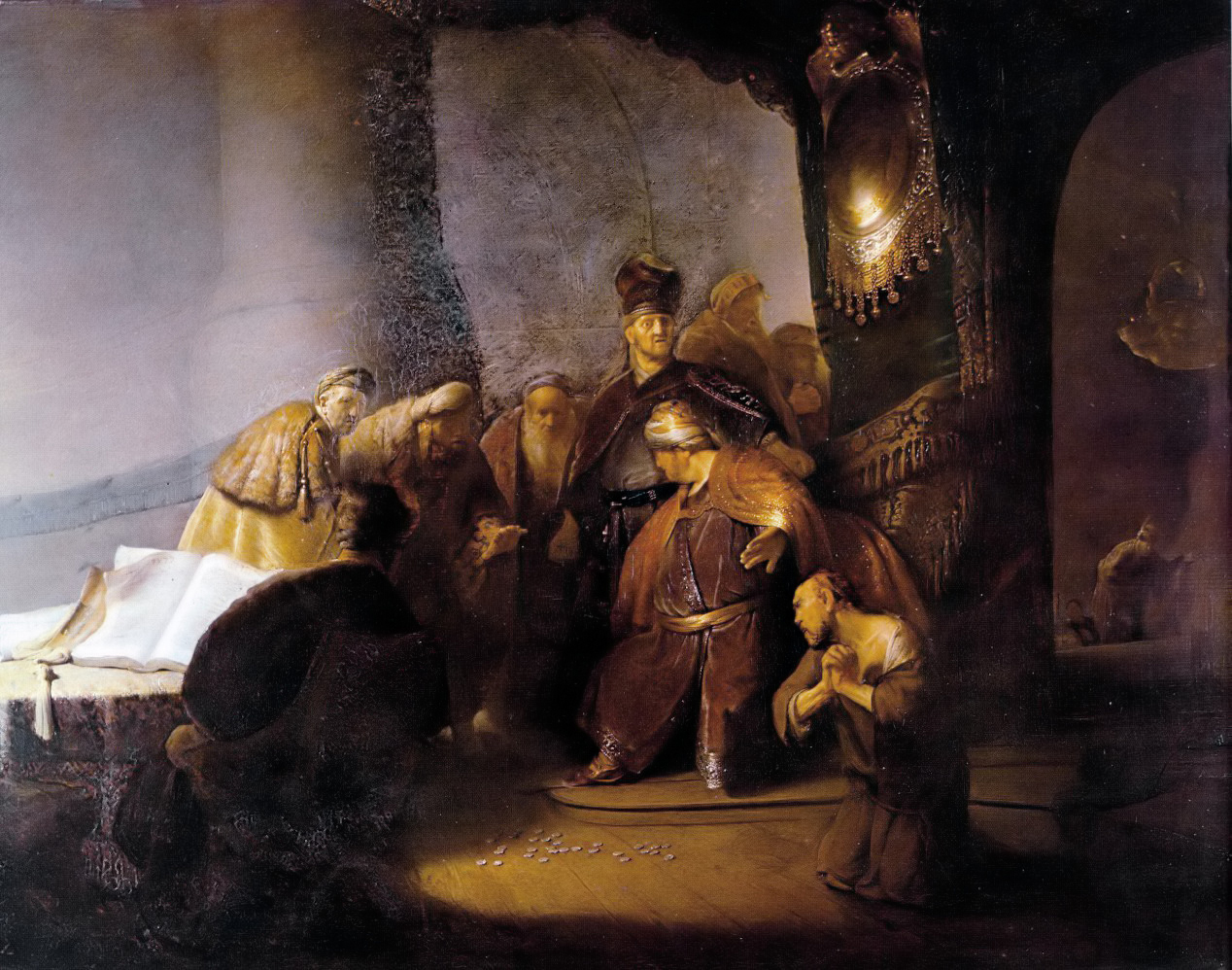
Judas bringt die 30 Silberlinge zurück. Gemälde von Rembrandt, 1629

Matthäus ist der einzige Evangelist, der Judas nach der Verurteilung Jesu als reuigen Sünder schildert (Mt 27,3–10 ) und davon berichtet, er habe die 30 Silberstücke der Jerusalemer Führung der Juden zurückgegeben. Auch sein Ende wird unterschiedlich überliefert. Während er sich Matthäus zufolge nach der Rückgabe des Geldes erhängte, berichtet Apg 1,15–20  von einem Unfall auf dem mit dem Geld gekauften „Blutacker“, bei dem sein Körper aufbrach und „alle Eingeweide herausfielen“.

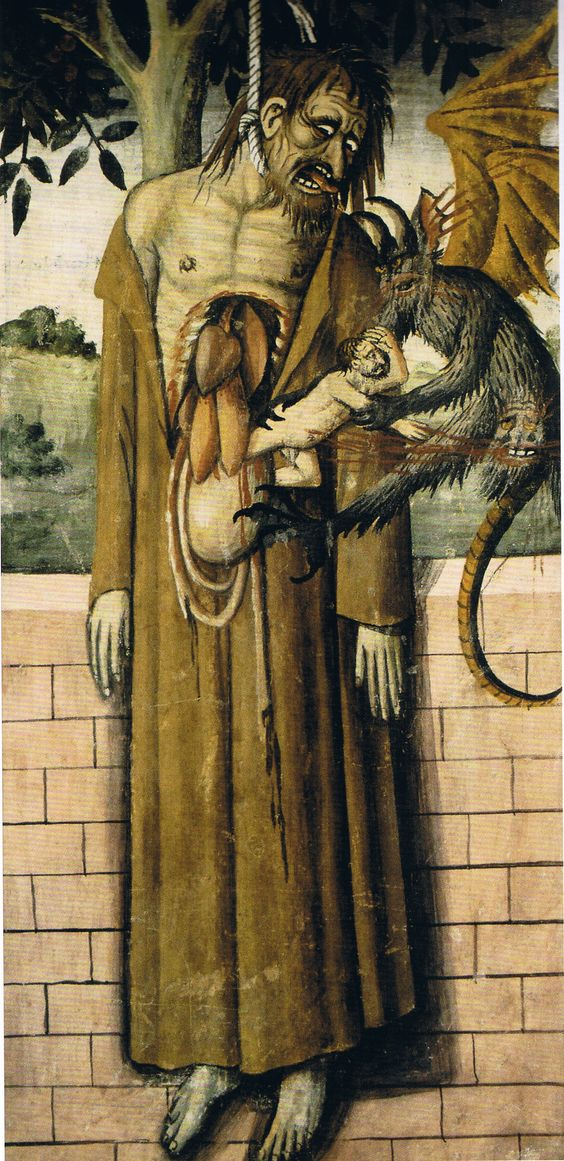
Der Teufel holt die Seele des erhängten Judas. Malerei von Giovanni Canavesio in der Kapelle Notre-Dame-des-Fontaines bei La Brigue um 1492.

### Johannesevangelium
Das Johannesevangelium gibt Judas in einigen Texten eine Sonderrolle, wo er sie in den älteren synoptischen Versionen nicht hatte. Während der Christusbekenner Simon Petrus in Mk 8,27–33  wegen seines Versuchs, Jesus von seinem vorherbestimmten Leidensweg abzubringen, „Satan“ genannt wird, antwortet Jesus in Joh 6,66–71  auf dessen Bekenntnis „du bist der Heilige Gottes“:

„Habe ich nicht euch, die Zwölf, erwählt? Und doch ist einer von euch ein Teufel. Er sprach von Judas, dem Sohn des Simon Iskariot; denn dieser sollte ihn verraten: einer der Zwölf.“

So wird der Verräter Judas zur Kontrastfigur des Bekenners Petrus.
Während nach Mk 14,4  „einige“ Jünger gegen die Salbung Jesu mit kostbarem Nardenöl protestierten und fragten, warum man dieses nicht lieber verkauft und den Erlös den Armen gegeben habe, tat dies nach Joh 12,4ff.  nur Judas. Der Folgesatz kommentiert:

„Das sagte er aber nicht, weil er ein Herz für die Armen gehabt hätte, sondern weil er ein Dieb war; er hatte nämlich die Kasse und veruntreute die Einkünfte.“

Judas war der Jünger, der ihre Geldmittel verwalten sollte, aber einen Teil davon unterschlug. Danach war Judas nicht bloß käuflich von Jesu Feinden, sondern auch ein Betrüger am Gut seiner Mitjünger und an den Armen. In der synoptischen Aussendungsrede verlangt Jesus, dass keiner der zwölf Jünger unterwegs einen Geld- und Vorratsbeutel mitführen durfte (Mk 6,8 ). 
In der Szene von Jesu Fußwaschung (Joh 13,1–30 ), die im Johannesevangelium an die Stelle der synoptischen Berichte vom letzten Mahl Jesu mit den Jüngern tritt, wird Judas als einziger der Zwölf für unrein erklärt (V. 10): „Auch ihr seid rein, aber nicht alle. Er wusste nämlich, wer ihn verraten würde; darum sagte er: Ihr seid nicht alle rein.“ Doch erhält Judas mit den übrigen Jüngern die Fußwaschung (V. 12) als Anteil an Jesu Heilstat (V. 8). Die Austeilung des Brotes und Weins beim letzten Mahl erscheint bei Johannes dann als Zeichen, das den Verräter für die übrigen Jünger identifizieren soll. Auf die Frage des Petrus, wer Jesus verraten werde, antwortet dieser hier (V. 26ff.):

„Jesus antwortete: Der ist es, dem ich den Bissen Brot, den ich eintauche, geben werde. Dann tauchte er das Brot ein, nahm es und gab es Judas, dem Sohn des Simon Iskariot. Als Judas den Bissen Brot genommen hatte, fuhr der Satan in ihn. Jesus sagte zu ihm: Was du tun willst, das tu bald! […] Als Judas den Bissen Brot genommen hatte, ging er sofort hinaus. Es war aber Nacht. Als Judas hinausgegangen war, sagte Jesus: Jetzt ist der Menschensohn verherrlicht und Gott ist in ihm verherrlicht.“

Die Zeichen sind in Matthäus 26,23: „der, der die Hand mit mir in die Schüssel getaucht hat“, und in Markus 14,20: „der mit mir aus derselben Schüssel ißt.“
Bei Matthäus, Markus und Johannes erscheint die Gabe des Heils als Auslöser des Verrats, der Verrat jedoch als Auftrag Jesu. Erst nachdem Judas Jesus verlassen hat, ist Jesu Weg ans Kreuz vorbereitet, der für Johannes Jesu Einheit mit Gott vollendet. Demgemäß gestaltet er die Abschiedsreden an die Jüngerschar theologisch breit aus. Im Gebet Jesu heißt es über die Jünger und den abwesenden Judas (Joh 17,12 ):

„Solange ich bei ihnen war, bewahrte ich sie in deinem Namen, den du mir gegeben hast. Und ich habe sie behütet und keiner von ihnen ging verloren, außer dem Sohn des Verderbens, damit sich die Schrift erfüllt.“

## Deutungen
Judas wurde als wichtige Person in der Heilsgeschichte immer wieder in der christlichen Theologie, aber auch in fiktionaler Literatur betrachtet. Dabei stehen zwei miteinander verbundene Auslegungsfragen im Mittelpunkt:
- Hat Judas Jesus absichtlich „verraten“ oder nur „übergeben“? Ist sein Handeln also negativ als verwerfliche Feindschaft gegen Jesus oder vielmehr positiv als Erfüllung von Gottes Heilsplan zu deuten?
- Wie verhalten sich bei Judas Gottes Vorherbestimmung (Prädestination) und der freie Wille des Menschen zueinander? Hätte Judas sich anders entscheiden können oder musste er sich so entscheiden, um Gottes Heilsplan zu erfüllen?

Beide Auslegungsfragen knüpfen an die paradoxe NT-Darstellung an, die das Handeln des Judas negativ kennzeichnet, zugleich aber betont, dass Jesus selbst dieses vorhergesagt und Gott den Tod Jesu als Folge dieses Handelns gewollt habe.

### Übergabe als Befreiung
In frühchristlichen, vom Gnostizismus beeinflussten Apokryphen wie dem Judasevangelium wird Judas als der Jünger gesehen, der die Erlösungsgeschichte durch seinen Verrat erst ermöglichte, damit im Dienst Jesu stand und sogar als dessen „Befreier“ gilt. Auch Origenes sah in Judas einen Heiligen.
Auf diese Deutung stützen sich auch moderne Exegeten wie der Kirchengeschichtler Hans van Oort. Er sieht Judas in der theologischen Auslegungsgeschichte als missverstanden an und ist der Ansicht, dass Judas Jesus befreit habe, indem er ihn auslieferte.
Ohne Kenntnis dieser theologischen Diskussion stellte der Dichter Anton Dietzenschmidt in seiner Tragödie Der Verräter Gottes (1930) Judas als den Jünger vor, der als einziger den Willen des Lammes Gottes verstehe. Nach Jesu Geheiß (Joh 13,27 ) habe er dessen Übergabe auf den Weg gebracht. Erst mit dieser Übergabe sei die Erlösung durch Jesu Opfertod wirklich in Gang gekommen. Innerlich aber sei Judas dann daran gescheitert, dass er sich als vermeintlicher Lenker von Gottes Schicksal über Gott erhoben zu haben glaubte.
Diese Hypothese ist auch Bestandteil des Romans Die letzte Versuchung (1951) sowie dessen Verfilmung Die letzte Versuchung Christi (1988).

### Verrat als Selbstausschluss vom Heil
Andere Kirchenväter wie Irenäus schmückten das negative Bild des ewig verworfenen Verräters im Anschluss an das Johannesevangelium mit Legenden über seine Motive und seinen Tod aus und verfestigten es. Ebenfalls früh begann die antijudaistische Stilisierung des Judas als Prototyp des Judentums: Mit Bezug auf die Tat des Judas verfasste Johannes Chrysostomos Regeln für den Umgang mit Juden, die im Mittelalter dann wörtlich in Gesetzesform gegossen wurden. Für Eusebius von Caesarea waren Juden Söhne und Nachfolger des Judas; er schrieb zudem, die Juden trügen ihren Namen „nach dem Verräter Judas“.
Als Hintergrund für diese Entwicklung nimmt man heute an, dass sich die Alte Kirche nach 70 vom Judentum abgesetzt habe und die Zugehörigkeit ihrer Mitglieder nach außen abzusichern suchte. Im christlichen Kult, wie der Eucharistie, bezog man sich daher auf die negativ interpretierte Tat des Juden Judas, um ähnlich wie das Judentum im „Ketzersegen“ des Achtzehngebets (Amidah) die eindeutige Zuordnung der Glaubensbrüder und -schwestern zu fordern.

### Judas als Zelot
Anknüpfend an die mögliche Ableitung des Beinamens Iskariot von „Sikarier“, wird Judas von christlichen Exegeten oft als Zelot eingeordnet. Diese Theorie erklärt seinen Verrat an jene, welche die Zeloten damals als ihre Feinde ansahen und bekämpften, dann meist aus einer von Jesus enttäuschten politischen Messiaserwartung: Judas habe in Jesus den erhofften Befreier der Israeliten gesehen, der die Führung eines gesamtisraelitischen Aufstands gegen die Römer übernehmen und diese vertreiben sollte. Jesus aber habe stattdessen ein jenseitiges Gottesreich ohne weltliche Macht verkündet (Joh 18,36 ).
Für diese Theorie gibt es indirekte Anhaltspunkte in der NT-Überlieferung:
- Mit Simon Zelotes gehörte mindestens ein ehemaliger Angehöriger dieser Widerstandskämpfer zu Jesu Jüngern.
- Während Jesus seinen Jüngern in Galiläa befohlen hatte, das Reich Gottes ohne Waffen zu verkünden (Mk 6,7–13 EU), warnte er sie später, unterwegs nach Jerusalem, vor Verfolgung und Martyrium (Mk 10,32–39 EU), indem er nun betonte, er sei nicht gekommen, um Frieden zu bringen, sondern das Schwert und den Kampf (Lk 12,49–53 EU), was als Hinweis auf die bevorstehende Verfolgung zu verstehen ist.
- Einige von Jesu Jüngern kauften laut Lk 22,35–38 EU Schwerter im Tausch für ihre Obergewänder, nachdem Jesus sie zur Beschaffung von Waffen aufgefordert hatte. Die Notiz wurde von christlichen Auslegern später als Missverständnis der Jünger interpretiert.[9]
- Sie hofften nach Lk 24,21 EU bis zu Jesu Tod, „er sei der, der Israel erlösen [wörtlich: befreien] werde“.

Der weitere Kontext stützt nicht die Vermutung, dass Jesus einen bewaffneten Aufstand vorbereitet haben könnte:
- Weil jeder seiner Jünger wie die meisten Armen nur ein Obergewand besaß, bekamen sie nur zwei Schwerter dafür. Das war Jesus dann „genug“ (Lk 22,38 EU).
- Laut Mk 14,47 EU versuchte nur einer seiner Jünger, Jesus mit dem Schwert gegen die Festnahme zu verteidigen. Laut Lk 22,51 EU bzw. Mt 26,51 EU hielt Jesus ihn sofort auf und heilte die Wunde des verletzten Soldaten.
- Alle Jünger flohen (Mk 14,50 EU), aber sie wurden nicht verfolgt: Die Festnahme galt also nur Jesus, was als Indiz für primär religiöse, nicht politische Motive der Sadduzäer gilt.

Dass die Jünger die Befreiung Israels erwarteten und Jesu Tod eine Katastrophe für sie war, ist im NT unübersehbar. Doch nach den Osterereignissen deuteten die Urchristen Jesu Festnahme – eventuell in Erinnerung an seine historische Todeserwartung (Joachim Jeremias) – als Selbstauslieferung gemäß Gottes vorherbestimmtem Willen (Mk 8,31 ; Mt 16,21 ) und seine Kreuzigung als Opfertod. Für Oscar Cullmann (Jesus und die Revolutionäre seiner Zeit 1970) und andere NT-Historiker wurde Jesus dennoch nicht zufällig von Römern festgenommen und von Pontius Pilatus als politischer Rebell verurteilt und zwischen anderen Zeloten gekreuzigt.

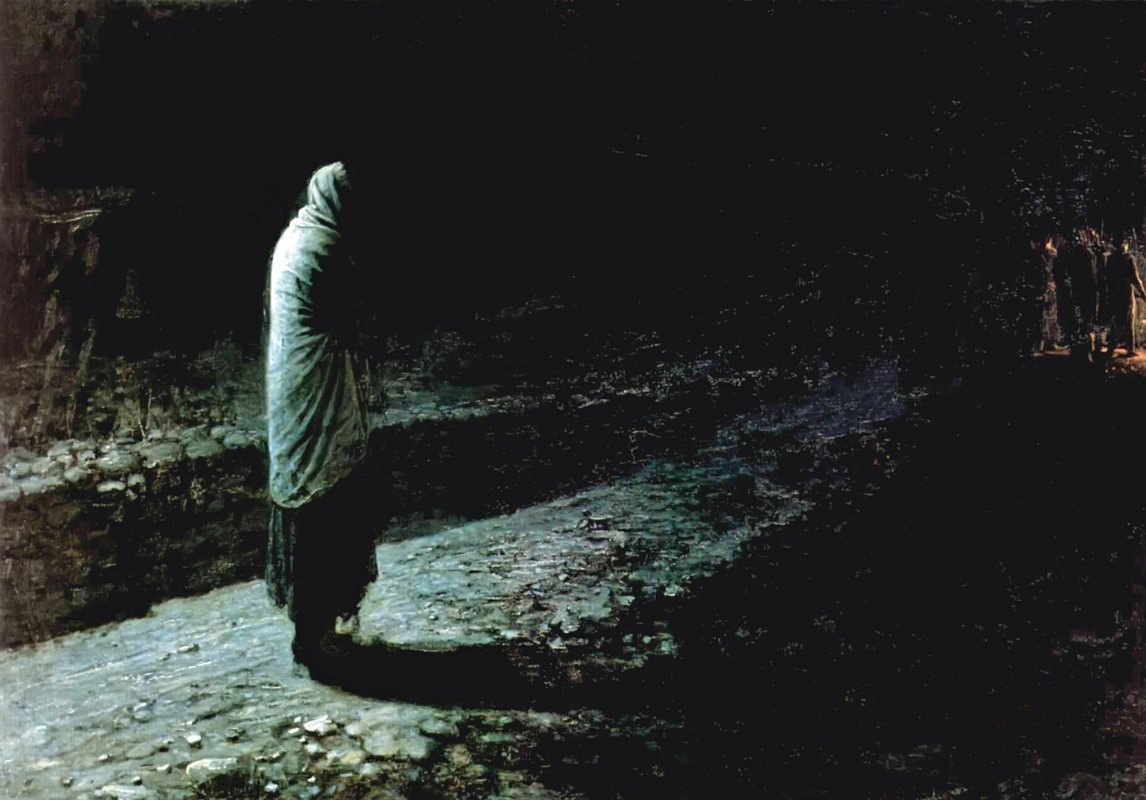
Nikolai Nikolajewitsch Ge: Das Gewissen, Judas

Rudolf Augstein nahm in seinem Buch Jesus Menschensohn an, dass Judas wie auch die anderen Jünger (Lk 24,13) erwartete, dass Jesus Israel als politischer Messias in den Befreiungskampf gegen die Römer führen würde. Er habe Jesus durch seinen Verrat zwingen wollen, sich als Messias zu offenbaren, weil er geglaubt habe, Jesus habe von JHWH die Macht, die Juden von den Römern zu befreien. Als er jedoch gesehen habe, dass Jesus nur ein sterblicher Mensch war, habe er sich das Leben genommen. Jesus wiederum habe geahnt, dass Judas ihn verraten würde, und dies auch beim Abendmahl vorhergesagt. Er habe aber auch geahnt, dass Judas, wenn er ihn, Jesus, als sterblichen Menschen erkennen würde, sein Leben beenden würde. Das habe Jesus in Kauf genommen, um seine Aufgabe zu erfüllen.
Auch der kanadische katholische Theologe William Klassen stellte (in einem 1997 erschienenen Buch) den „Verrat“ des Judas in Frage und äußerte die Vermutung, nicht nur Judas, sondern auch Jesus selbst sei ursprünglich ein Zelot gewesen. Er deutet Ungereimtheiten in den NT-Texten als Hinweise darauf, dass Judas mit Jesus gemeinsam einen Aufstand zum Pessachfest geplant hatte. Die Auslieferung Jesu an die Sadduzäer sei nur in der Absicht vorgenommen worden, den Aufstand der mit Jesus sympathisierenden Volksmenge in Jerusalem zu provozieren. Damit wäre Jesus zumindest eingeweiht gewesen und hätte zugestimmt. Allerdings sei das gemeinsame Vorhaben gescheitert, und Judas habe sich aus Entsetzen über den fehlgeschlagenen Plan und die Folgen – Jesu Auslieferung und absehbare Hinrichtung – getötet.
Der israelische Schriftsteller Amos Oz lässt in seinem Roman Judas diesen sagen:

„Ich glaubte, der Tod könne ihm nichts anhaben. Ich war überzeugt, dass sich heute in Jerusalem das größte Wunder von allen ereignen würde. Das letzte Wunder, nach dem es auf der Welt keinen Tod mehr geben würde. […] Das Wunder, das das himmlische Königreich bringen würde, so dass es auf der Welt nur noch Liebe gäbe.“

### Die Funktion des Judas in der heilsgeschichtlichen Struktur der Passionserzählungen

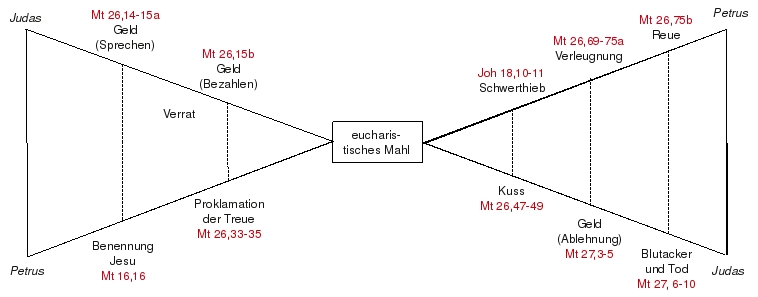
Kontrastierender Vergleich der Entwicklung Judas’ und Petrus’ nach Louis Marin.

Die Figur des Judas erscheint als höchst ambivalent, wenn man den Kreuzestod Jesu als notwendige Erlösungstat Gottes für die Menschen versteht, wie es der christliche Glaube tut. In dieser Perspektive wird aus Judas’ schändlichem Verrat eine Mittäter- oder Helferschaft an der Erfüllung des Planes Gottes. Diese Ambivalenz drückt sich bereits im Verb παραδίδωμι aus, das im Neuen Testament der Terminus technicus für das Handeln Judas’ ist. Das Wort kann „verraten“, aber auch „überliefern“ bedeuten und bezeichnet dann den Vorgang der Weitergabe einer Tradition, im Falle Jesu seiner heilstiftenden Überlieferung an das Kreuz zu Gunsten aller Menschen.
Solche strukturellen Positionen von Handlungsfiguren in Erzähltexten werden in der Erzähltheorie und Semiotik untersucht. Für die Figur des Judas hat insbesondere Louis Marin im zweiten Teil seiner Semiotik der Passionsgeschichte eine solche Untersuchung vorgelegt. Darin beschreibt er die Rolle des Judas am Kreuzungspunkt einer transzendenten (göttliches Heilshandeln) mit einer immanenten (Verrat und Justizmord) Ereignisfolge.
Neben dem Aktanten-Modell von A. J. Greimas bezieht sich Marin auf Claude Lévi-Strauss’ kanonische Formel des Mythos:
{\displaystyle F_{x}\,(a)\,:\,F_{y}\,(b)\,\cong \,F_{x}\,(b)\,:\,F_{a}^{-1}\,(y)}
Tod (Mensch) : Leben (Gott) {\displaystyle \cong } Tod (Gott) : Nicht-Mensch (Leben)
Dies wird verstanden als: Der Übergang Gottes vom Tod zum übernatürlichen Leben ist äquivalent zum (bewirkt den) Übergang des Menschen vom Tod zum Leben Gottes. Der Vermittler Jesus wird im zweiten Glied der Formel mit {\displaystyle F_{x}\,(b)} repräsentiert. „Man wird in der Formel den Neuen Bund, den neuen Menschen erkennen, das heißt die Funktion des Ewigen Lebens.“
Für das Heilsgeschehen dient die nicht-notwendige Figur des Verräters in den Passionserzählungen als eine „leere ./. ausgefüllte Stelle“, „an de[r] die Umkehrungen notwendig sind“ – etwa von „negativen und positiven Symmetrien“ zwischen Judas und Petrus – und neuer Sinn entsteht. Vom Erzählablauf her geschieht dies im Abendmahl. In den Dialogen Mt 26,20–25  und Mt 26,30–35  drückt sich eine „Opposition von Akt der positiven Gabe des Judas und negativem Wort der Zurückweisung des Petrus“ aus. „Die Gabe des Menschensohns durch Judas ist der Aufbruch des Menschensohns zum Vater. Dieser Aufbruch ist eine positive Rückkehr, die durch den Tod hindurch den Menschen das Ewige Leben sichert.“
Der Tod Jesu wird im Abendmahl vorweggenommen; hier ist „der Augenblick […], in dem der Brot-Leib zum Wort Jesu und das Wort Jesu im Brot sein eigener Leib wird, und zwar durch die Kraft, die aus sich selbst kommt“. Der Austausch des Menschensohns als Signifikant gegen den leeren, abstrakten Signifikanten des Geldes findet beim Mahl statt, in einer „Konsumation Jesu“: „Einer, der mit mir die Hand in die Schüssel taucht …“ (Mt 26,30). „Das Essen teilt so eine Funktion der Zerstörung mit dem Opfer.“ Jesus muss dieses Mahl in „neutralisierender Selbstverleugnung“ annehmen. Dadurch übertragen sich auf ihn die Bedeutungslinien von „Wort“, „Kraft“ und „Leib“.

## Judaslegende

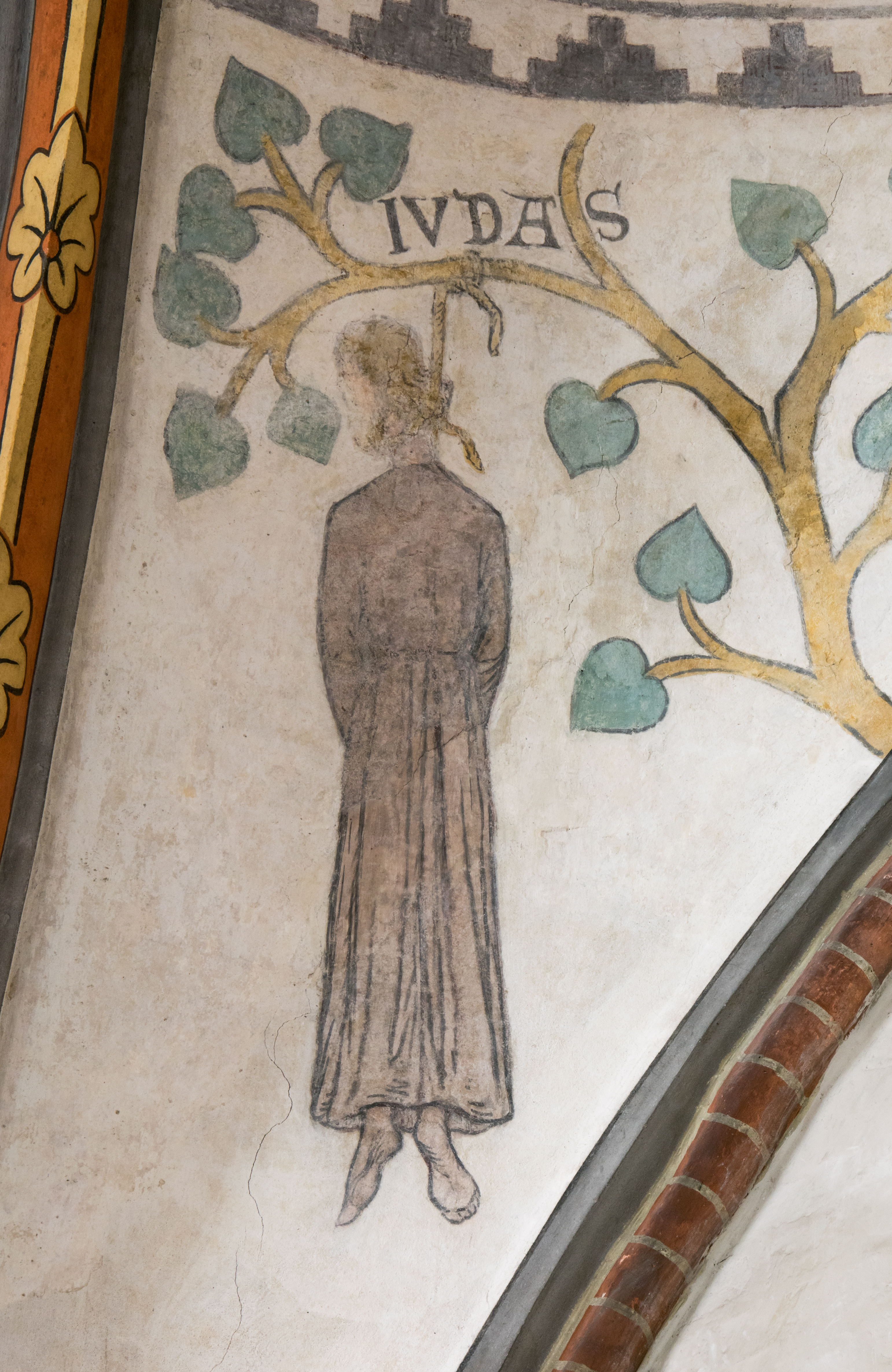
Judasabbildung in der Stadtkirche Teterow

Im Mittelalter entstand eine legendarische Ausschmückung der Judasgestalt, die Motive der biblischen Moseerzählungen und des Ödipusmythos aufnahm. Überliefert ist die Legende in Judas Der Ertz-Schelm von Abraham a Sancta Clara (1644–1709). Danach sei Judas als Säugling wegen einer unheilvollen Prophezeiung von seiner Mutter auf dem Meer ausgesetzt worden und in der Folge zum Mörder an seinem Stiefbruder und seinem leiblichen Vater geworden, bevor er unwissentlich seine Mutter geheiratet habe. Am Ende sei er aus Habgier zum Verräter Jesu geworden und durch Selbstmord umgekommen. Deutlich ist die Tendenz der Legende, das Judasbild ins Monströse zu überzeichnen.

## Judasklischees und Antijudaismus

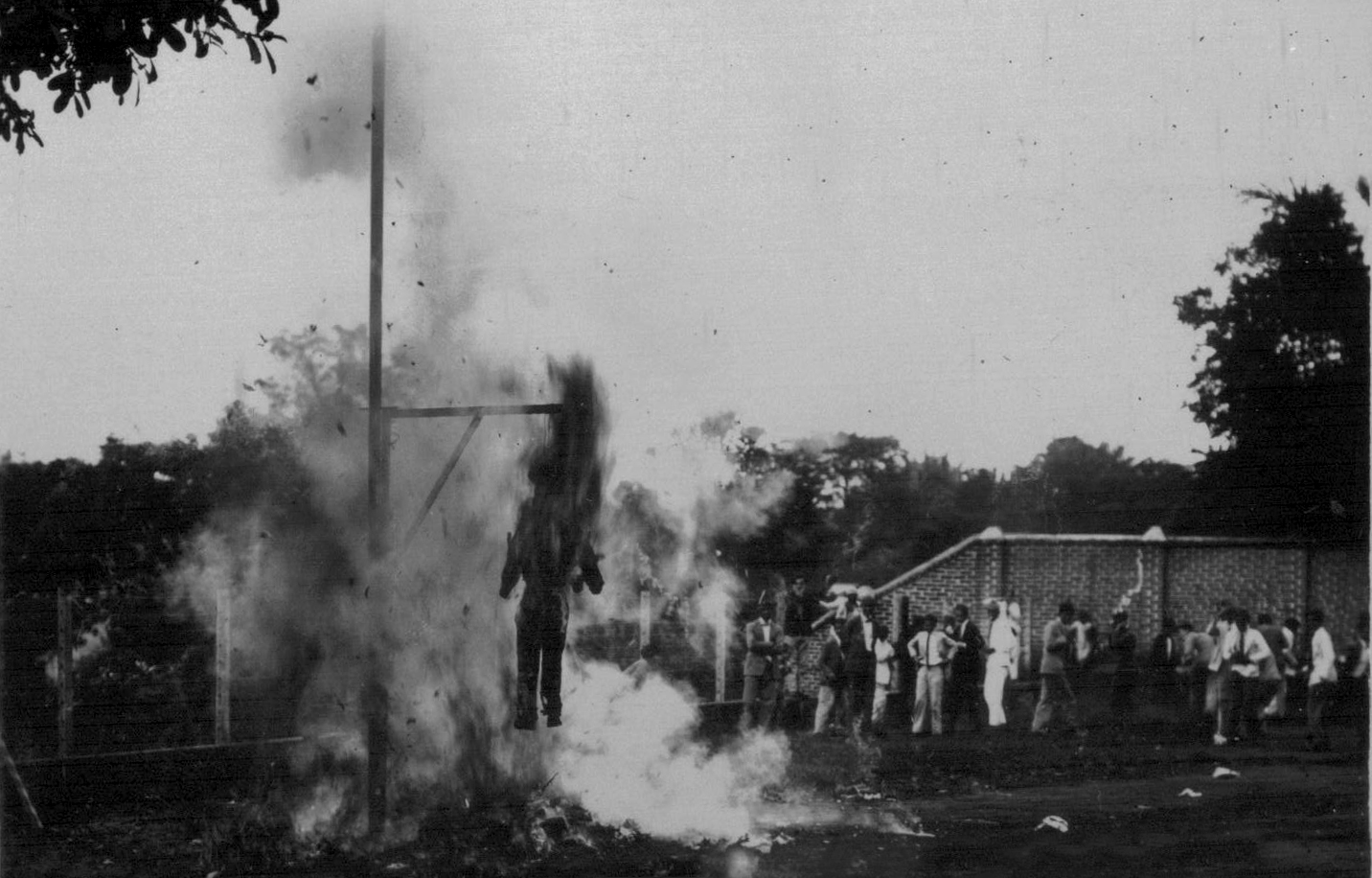
Verbrennung des Judas Iskariot (Judas-Puppe, Malhação de Judas) in effigie, Juiz de Fora, Brasilien, 1909

Das negative Bild des habgierigen Verräters ist in die Umgangssprache eingeflossen und spiegelt sich in Redewendungen wie „Judaslohn“, „Judaskuss“ oder schlicht der Beschimpfung „Judas“. Das Judasbild und der allgemeine Antijudaismus des christlichen Kulturkreises fügten sich dabei im Laufe der Geschichte auf vielfältige Weise ineinander, beginnend mit den negativen Judasschilderungen früher christlicher Gelehrter wie Tertullian und Origenes.
Seit dem Mittelalter spielte die Judas-Figur bei im Volk populären, judenfeindlichen Passionsspielen eine wichtige Rolle als Antagonist und Hassobjekt. Auch auf verschiedenen anderen Wegen fand dieses negative Judasbild Eingang in das kollektive Gedächtnis. 
In Dantes Göttlicher Komödie wird Judas als Erzverräter dargestellt, der in der untersten Höllentiefe, der Judecca, vom Eis völlig bedeckt vom gestürzten Luzifer in einem seiner drei Mäuler zermalmt wird. In den Legenden um Brendan den Reisenden sitzt Judas bis in alle Ewigkeit an Wochenenden nackt auf einem Stein, wo er unter Hagelschlag zugleich zu erfrieren und verbrennen droht. Unter der Woche verweilt er in der noch ‚schlimmeren‘ Hölle. Brendan kann für ihn eine einmalige Strafmilderung – eine weitere Nacht auf dem Stein statt in der Hölle – bei Gott erbitten und fährt den Teufeln nach, um sicherzustellen, dass sie Judas, wie vereinbart, nicht mehr als zuvor strafen.
Auch für Reformatoren wie Martin Luther galten im negativen Sinne „Judas und das jüdische Volk […] als faktische Einheit“. Antijüdische Judasmotive wurden auch von religionskritischen oder -feindlichen Strömungen übernommen.
Der Brauch des Judasverbrennens war seit dem christlichen Mittelalter damit verbunden, kollektiv die Juden als Sündenbock für den Tod des Christus verantwortlich zu machen. Er ist innerhalb Deutschlands vor allem im Süden verbreitet. Im nationalistisch-biologistischen Antisemitismus wurde und wird das Judentum oft als „Judas“ personifiziert und herabgesetzt. Einen Höhepunkt dieser Anschauung bildete die Zeit des Nationalsozialismus, in der das Judas-Motiv vor allem von Hetzzeitschriften wie dem Stürmer vielfach aufgegriffen wurde.

## Gegenwart

### Vorname
Wegen seiner negativen Prägung gilt der Name Judas in der deutschsprachigen juristischen Kommentarliteratur als typisches Beispiel für einen das Kind herabwürdigenden, mutmaßlich unzulässigen Vornamen, der dem Kindeswohl zuwiderläuft. Er kann deshalb von deutschen Standesämtern als Vorname abgelehnt werden. Im englischen Sprachraum ist Jude dagegen wegen der weitverbreiteten Verehrung des hl. Judas Thaddäus ein gebräuchlicher Vorname.

### Malerei
Judasfiguren sind auch im heutigen Mexiko ein fester Bestandteil der Alltagskultur. Sie werden aus Pappmaché hergestellt und sind mit Feuerwerkskörpern versehen. Zu Ostern, nach Karfreitag, werden sie in der Straße aufgehängt und zum Explodieren gebracht – Judas erfährt damit seine gerechte Strafe. Die Malerin Frida Kahlo besaß einige Exemplare dieser Figur und brachte sogar eines über ihrem Bett an. In ihren Bildern symbolisiert die Judasfigur Verrat und auch Vergänglichkeit.

## Film
- Der Verräter des Herrn – Judas Ischariot, Spielfilm von Rafael Gil (1954)
- Judas, Spielfilm von Raffaele Mertes (2001)
- Judas und Jesus – der äußerste Verrat, Spielfilm von Charles Robert Carner (2004)
- Der Fall Judas, Spielfilm von Rabah Ameur-Zaïmeche (2015)[24]